# Richard Seymour
Richard Vershaun Seymour (6 de outubro de 1979, Gadsden, Carolina do Sul) é um ex-jogador de futebol americano que jogava como defensive lineman na National Football League. Ele foi recrutado pelo New England Patriots na sexta escolha do Draft de 2001 da NFL. Também foi membro do elenco do Oakland Raiders. Ele jogou futebol americano universitário pelo Georgia Bulldogs.